# پراتنزاین
پراتنزاین (به انگلیسی: Pratensein) با فرمول شیمیایی C۱۶H۱۲O۶ یک ترکیب شیمیایی با شناسه پاب‌کم ۵۲۸۱۸۰۳ است. که جرم مولی آن ۳۰۰٫۲۶ g/mol می‌باشد. 